# MONSTER VISION
MONSTER VISION（モンスター・ヴィジョン）は、Dungeon Monstersが2017年6月7日に配信リリースした楽曲。

## 概要
かつてテレビ朝日で放送されていたバラエティー番組『フリースタイルダンジョン』の出演者によって結成されたDungeon Monstersによる楽曲である。フリースタイルダンジョンの3rd seasonまでモンスター役として出演していたラッパー7人によるマイクリレーの楽曲である。番組内では即興のフリースタイルを披露しているが、音源の方も凄いということを番組オーガナイザーであるZeebraが証明したいとのことから、結成され楽曲制作に至った。フリースタイルダンジョン内ではレコーディング風景など、楽曲制作の過程が週に分けて放送された。
トラックはDJ WATARAIが担当。候補のトラックの中からメンバー達によってDJ WATARAIのものが採用された。
プロモーションビデオも制作された。AWAとのタイアップコマーシャルではプロモーションビデオの映像や番組内のバトルの映像を融合されたオリジナルのものが放映された。
ライブ会場限定でCDも販売された。

## Dungeon Monsters
- CHICO CARLITO
- T-Pablow
- DOTAMA
- サイプレス上野
- 漢 a.k.a. GAMI
- R-指定
- 般若

## 記録・メディア
iTunesトップソングランキングで4日連続1位を記録し、6月26日付の週間総合チャートでも1位を獲得したほか、Billboard JAPANのダウンロードでは1位、HOT BUZZ SONGの2017年6月19日付のチャートでは3位を記録。同年6月9日放送のミュージックステーション内のコーナー「MUSIC TOPICS」でも紹介され、翌週6月16日放送のミュージックステーションにDungeon Monstersとして出演した。また楽曲完成を記念したリリースイベントが同年6月18日に大阪・サンホール、6月24日に東京・Studio Coastにて開催され、うち東京公演はAbemaTVにて生中継された。

## 収録曲
| #         | タイトル           | 作詞             | 作曲       | 時間 |
| --------- | ------------------ | ---------------- | ---------- | ---- |
| 1.        | 「MONSTER VISION」 | Dungeon Monsters | DJ WATARAI | 4:35 |
| 合計時間: | 合計時間:          | 合計時間:        | 合計時間:  | 4:35 |